# Jõelähtme
Jõelähtme es un municipio rural de Estonia perteneciente al condado de Harju, al noroeste del país, y el pueblo capital del mismo, siendo una de las 33 localidades del municipio, que también tiene 2 lugares. Su primera mención histórica data de 1816.

## Localidades de Jõelähtme (población año 2011)
- Aruaru 67
- Haapse 74
- Haljava 153
- Ihasalu 44
- Iru 450
- Jägala 100
- Jägala-Joa 45
- Jõelähtme 120
- Jõesuu 71
- Kaberneeme 137
- Kallavere 123
- Koila 14
- Koogi 131
- Kostiranna 34
- Kostivere 753
- Kullamäe 14
- Liivamäe 292
- Loo 2,093
- Maardu 159
- Manniva 66
- Neeme 279
- Nehatu 18
- Parasmäe 54
- Rebala 171
- Ruu 89
- Saha 150
- Sambu 35
- Saviranna 82
- Ülgase 84
- Uusküla 466
- Vandjala 39
- Võerdla 20

## Galería de imágenes

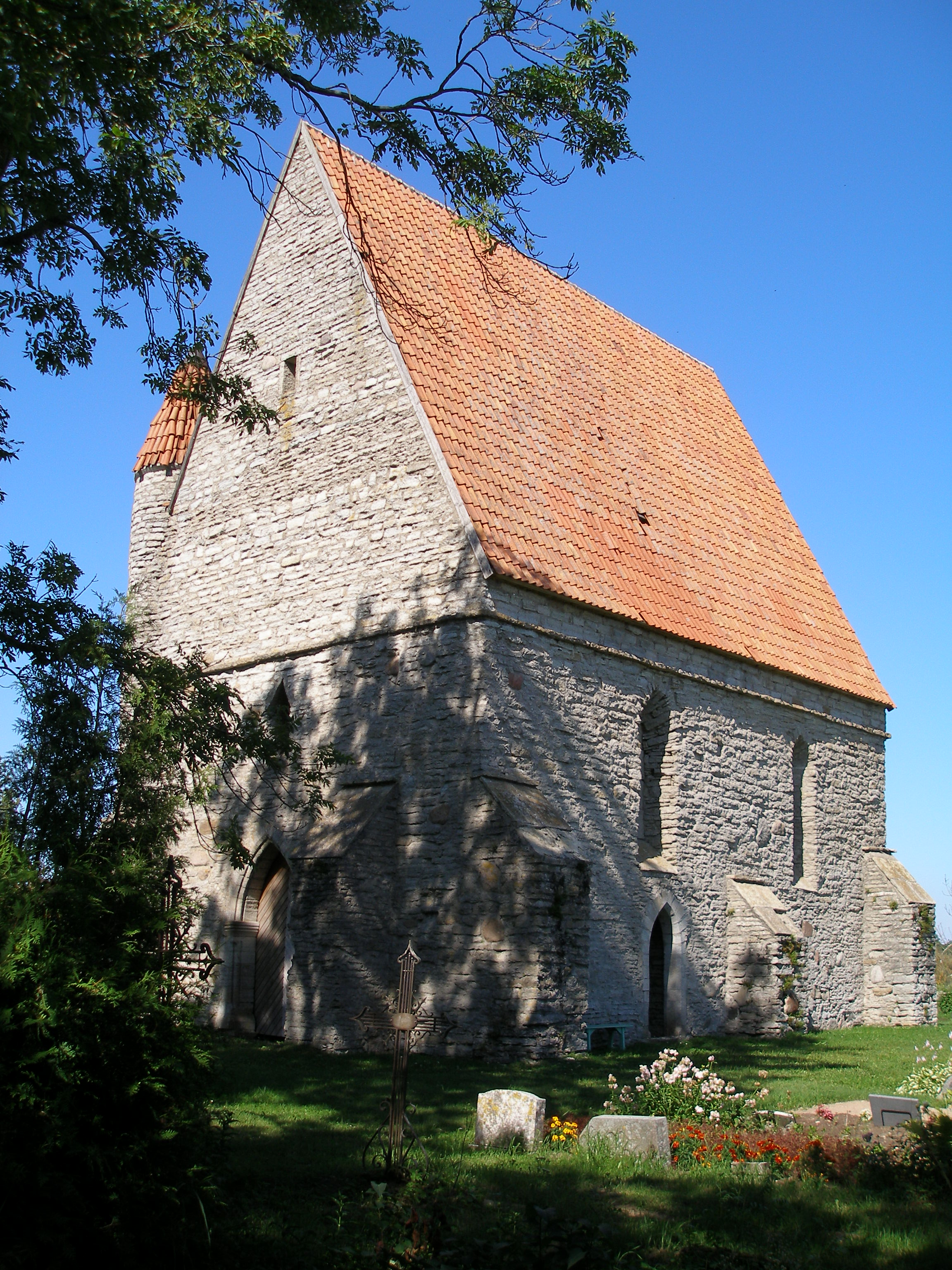
Saha.
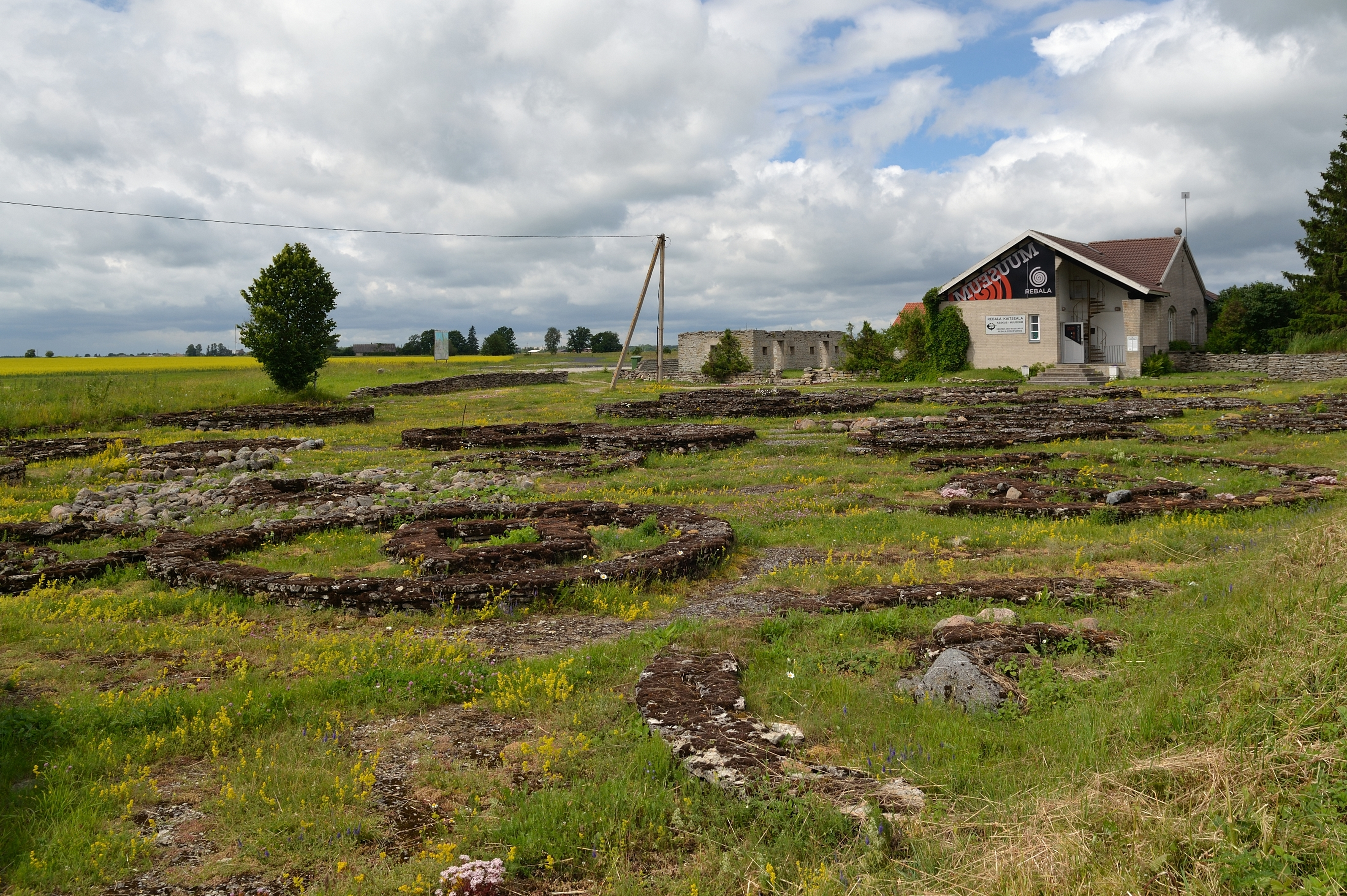
Rebala.
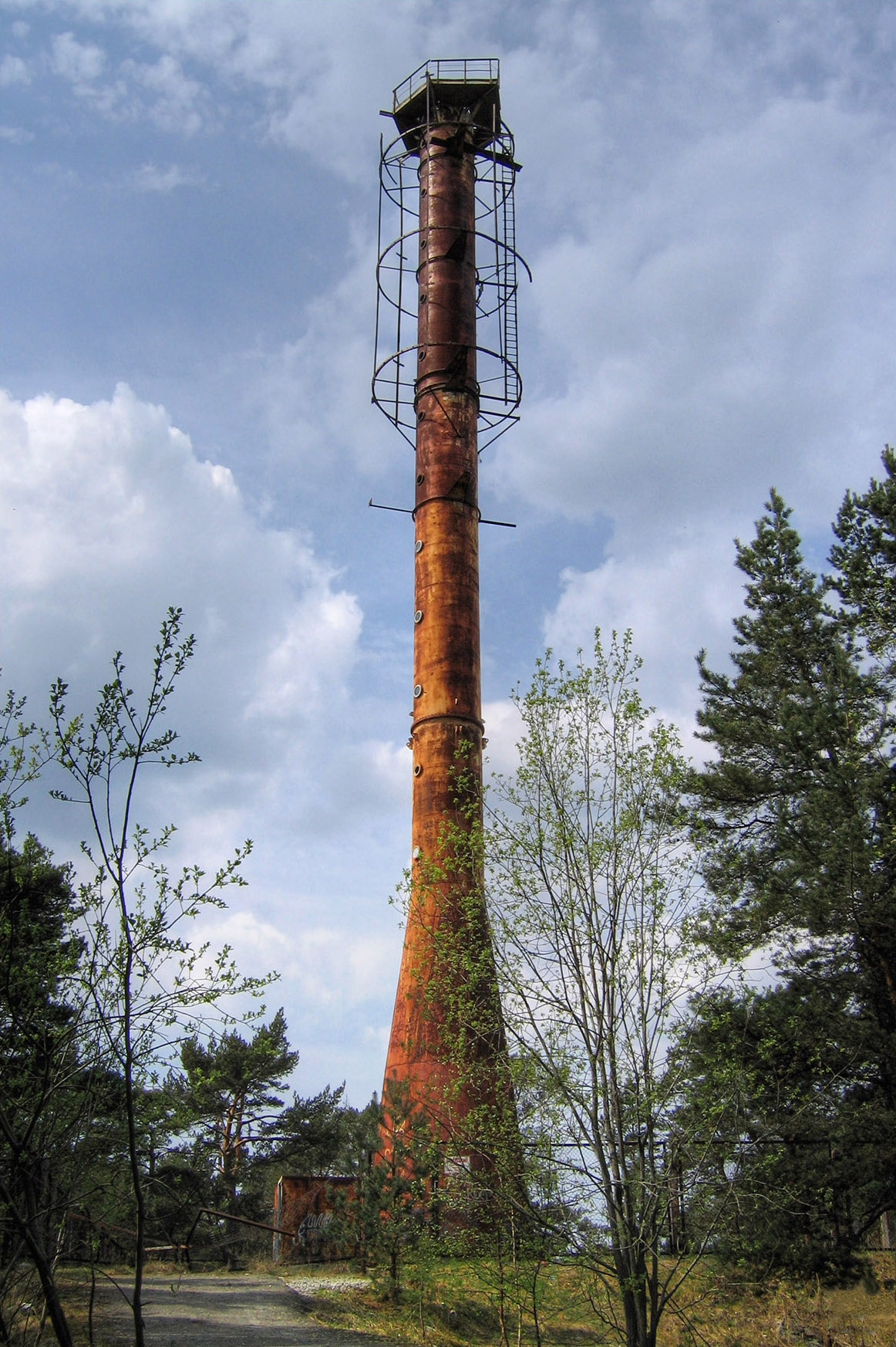
Ihasalu.
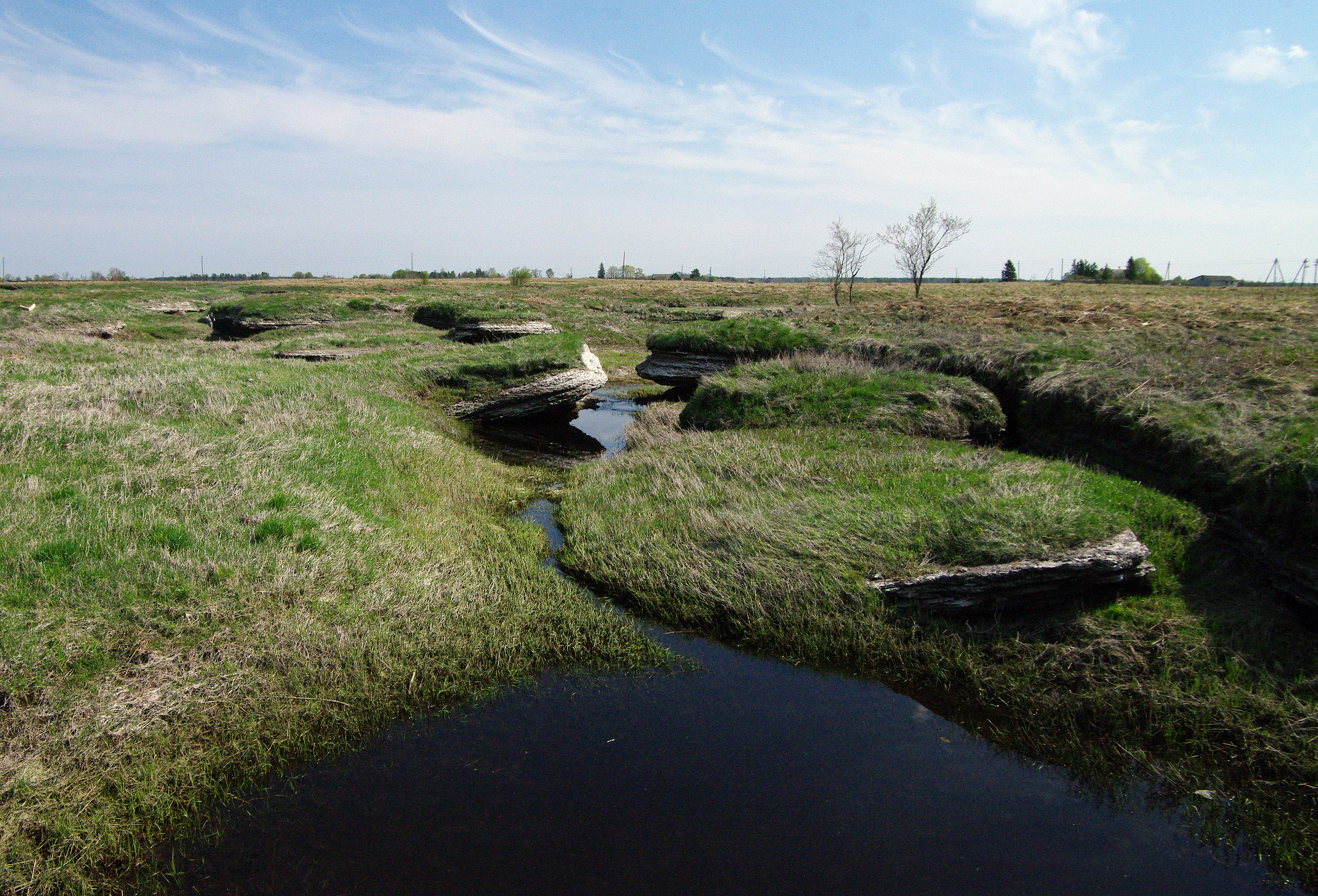
Kostivere.
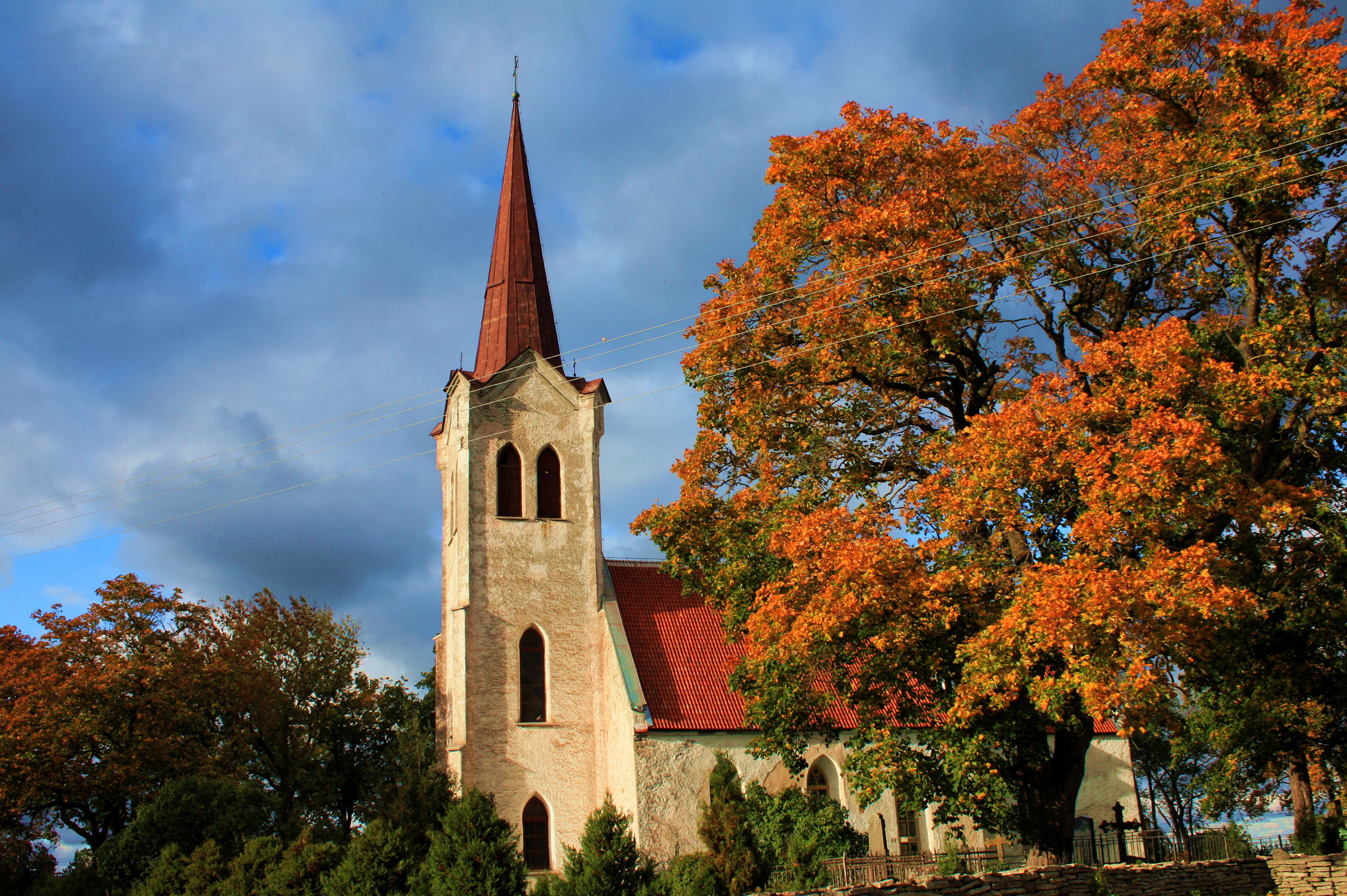
Jõelähtme.
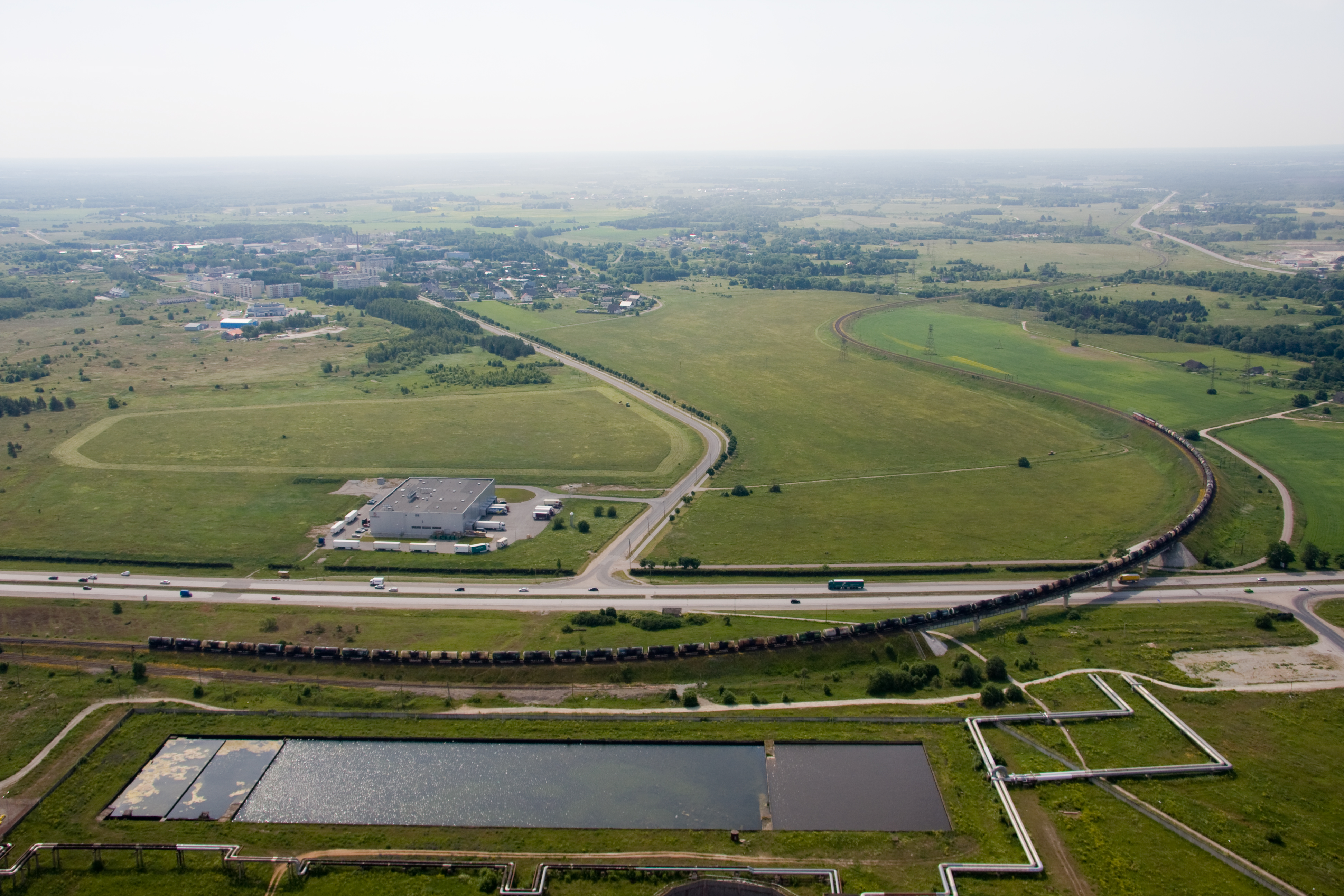
Lagedi, Muuga.
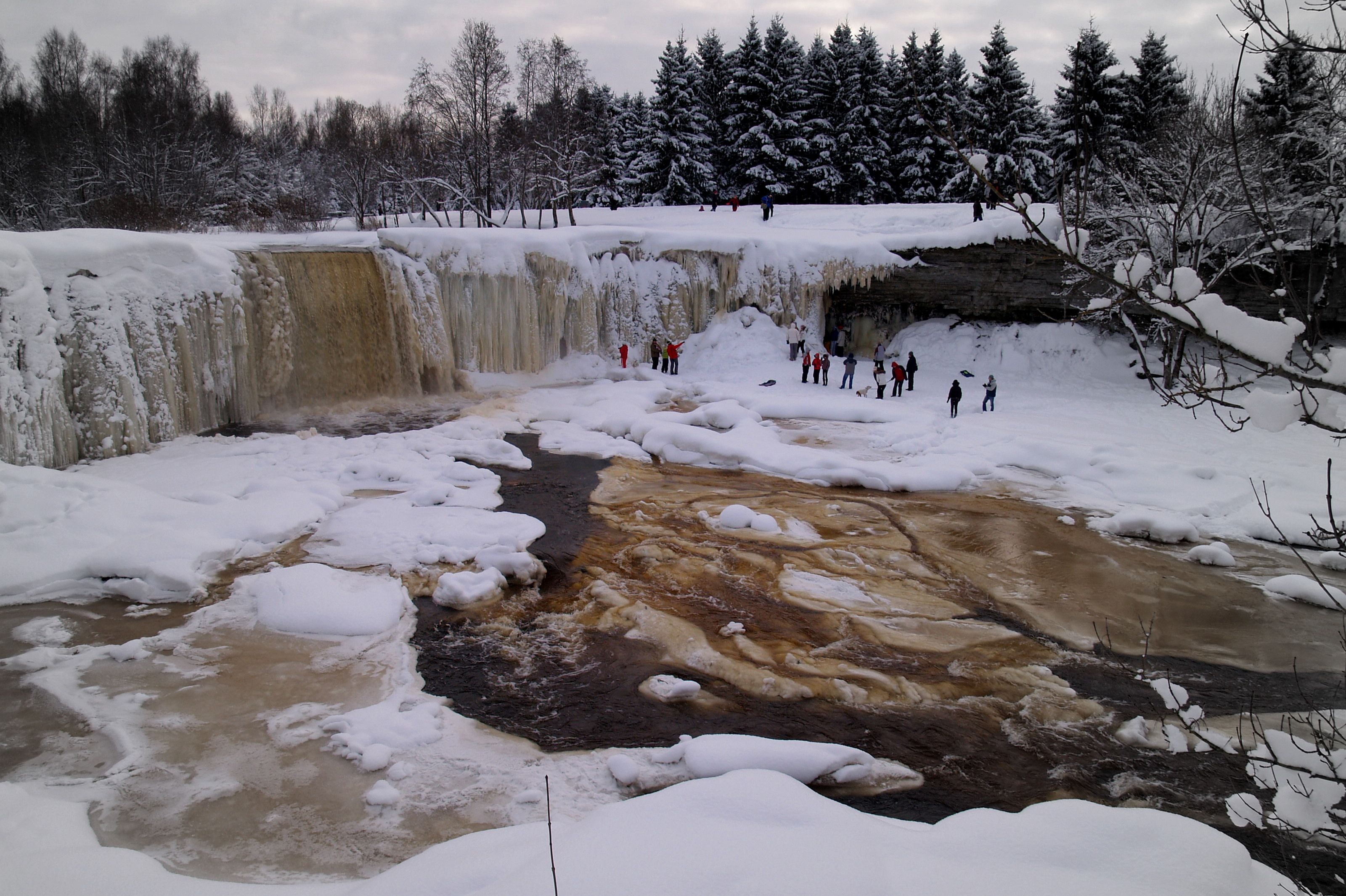
Río Jägala.
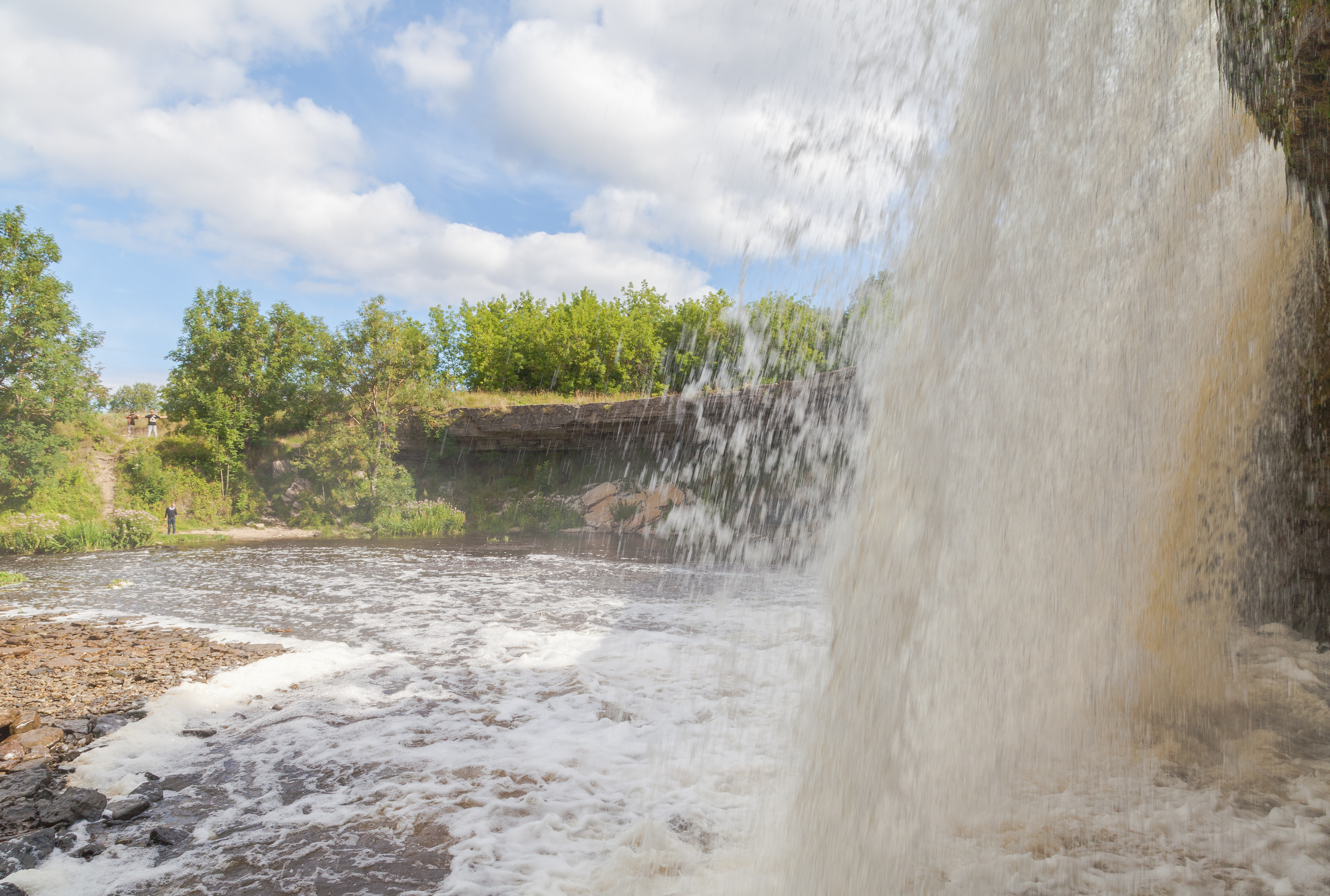
Río Jägala en verano.